# Jeong Kwan
Jeong Kwan (Yeongju, Corea del Sur, 1957) es una monja budista surcoreana y chef de cocina coreana. Se ha convertido en una de las representantes de la meditación y la espiritualidad dentro de una cocina austera. Se dio a conocer en la tercera temporada de Chef´s Table, en Netflix, donde mostró su compromiso con el planeta a través de una alimentación sana y de temporada. Ha sido apodada por The New York Times como la "chef filósofa".

## Biografía
Nació en Yeongju, en la provincia de Gyeongsang del Norte, siendo la quinta de siete hermanos. Jeong creció en una granja junto a su familia, donde desde temprana edad aprendió de su madre a cocinar y a elaborar platos propios de la gastronomía de su país como los fideos. A los 17 años, ingresó en el templo budista donde vive actualmente, momento en el que empezó a aplicar la filosofía dharma a través de la cocina, la cual, para Kwan, vincula la cocina a seguir el camino de Buda, y a seguir, según ha reiterado en más de una ocasión, la iluminación.
Nunca ha vivido de la gastronomía, una disciplina que para ella es una parte más de la meditación que ejercita en la ermita Chunjinam, en el templo budista que constituye su hogar, en Baegyangsa, al sur de Seúl. Allí cocina para sus compañeros religiosos, con quienes comparte su filosofía; así como para turistas y chefs de todo el mundo, que peregrinan hasta allí para conocer a la que se ha convertido en una de las máximas exponentes de la cocina coreana vegana a través de la espiritualidad.
Su "descubrimiento" por parte del mundo culinario parte de un almuerzo en Le Bernardin en 2015, restaurante de alta cocina francesa de Nueva York, a cargo de Eric Ripert, quien también es practicante del budismo. Fue él quien la invitó a que preparase un almuerzo para periodistas gastronómicos de Nueva York. Tras esa jornada, Jeff Gordinier, periodista de The New York Times, la apodó en su artículo posterior como "la chef filósofa". En 2017 la plataforma Netflix, incluyó en su tercera temporada un capítulo dedicado a Jeong Kwan. 

## Filosofía culinaria
Dentro de su entrega y dedicación a la religión budista, Jeong Kwan aplica a sus platos las técnicas de una vida propiamente asceta. Su apuesta por unos hábitos alimenticios saludables, que integren cuerpo y mente, la han llevado a rechazar grasas o productos como el ajo, la cebolla, la cebolleta, el puerro o el cebollino, por considerarse altamente estimulantes, y alejados de la calma espiritual y la meditación que persigue la religión budista. Una visión que aplica a todas las fases dentro del proceso de preparación de los alimentos: desde el cultivo hasta la elaboración final de cada receta. Su interpretación de la gastronomía parte de una alimentación natural, respetuosa con el medio ambiente y por alimentos estacionales. 
Según ella misma:

La comida es un puente entre la energía espiritual y la física, lo que consumimos afecta a la mente, por eso es importante tener un buen equilibrio en nuestra alimentación.

Sus platos han divulgado la denominada "cocina de templo", basada en la sencillez pero en la que se utilizan aderezos diversos, entre ellos, diferentes tipos de pimientas, como la de Sichuan, la cúrcuma, o el shiso, así como la soja y el chile para dar sabor a sus platos. Algunas de sus citas célebres: 

La comida del templo está íntimamente conectada con la energía espiritual.

Uno de sus emblemas son los fermentados, como el kimchi, una práctica culinaria propia de la cocina asiática, entre ellas la coreana, a partir de la col, el rábano u otras hortalizas que, una vez han fermentado, pasan a formar parte de los alimentos en conserva. Jeong es una firme defensora de respetar los tiempos de la naturaleza, un filtro que aplica a los diferentes productos de la huerta que ella misma cultiva en el templo, como las berenjenas, los tomates, ciruelas, naranjas, calabaza, albahaca o el chile.

### Influencia
La cocina de Jeong Kwan ha influido en chefs como Mingoo Kang, del restaurante Mingles de Seúl, o René Redzepi, de Noma en Copenhague. Es amiga personal de Éric Ripert, que es también budista, y que la ha invitado a Nueva York a cocinar para audiencias privadas en Le Bernadin.
Además, imparte clases en el Departamento de Arte Culinario de la Universidad de Jeonju, donde enseña a sus alumnos sus conocimientos sobre cocina vegetariana y aprovechamiento integral de los alimentos.

## Reconocimientos
- En 2020 el Culinary Institute of America la ha reconocido como una de las 50 representantes mundiales del movimiento Plant-forward, que reivindica el mundo vegetal frente a la proteína animal.[10]